# 정희자 (기업인)
정희자(1940년 2월 20일 ~ )는 대한민국의 기업인이자 미술가이다. 배우자는 기업인 김우중이다.

## 경력
- 대우개발회장
- 아트선재센터 관장
- 아트선재미술관 관장
- 베스트리드리미티드코리아 회장

## 학력
- 경주여자중학교 (1955년)
- 경주여자고등학교 (1958년)
- 한양대학교 건축학과 학사(1966년)
- 홍익대학교 대학원 미술사학 석사 수료(1976년)